# Грушевка (Вольнянский район)
Грушевка (укр. Грушівка) — село,
Петро-Михайловский сельский совет,
Вольнянский район,
Запорожская область,
Украина.
Код КОАТУУ — 2321586803. Население по переписи 2001 года составляло 153 человека.

## Географическое положение
Село Грушевка находится в 1,5 км от левого берега реки Днепр,
выше по течению на расстоянии в 1,5 км расположено село Ульяновка,
ниже по течению на расстоянии в 2,5 км расположено село Круглик.